# Nickerlea
Nickerlea (лат.) — род жуков-скакунов из подсемейства Cicindelinae (подтриба Iresina). Австралия. 4 вида.

## Распространение
Встречаются в Австралии.

## Описание
Жуки-скакуны мелкого размера с крупными глазами, стройным телом и длинными ногами. Длина тела менее 8 мм. Клипеус с двумя отстоящими щетинками. Крылья развиты. Наземный хищник. Биология и жизненный цикл малоизучены и почти все наблюдения были получены на образцах жуков, собранных в ловушках во влажных песчаных районах с низкой вересковой или кустарниковой растительностью. Взрослые, по-видимому, активны в течение очень коротких периодов после дождя.

## Классификация
Известно 4 вида. Род Nickerlea включён в подтрибу Iresina Rivalier, 1971 в составе трибы Cicindelini
- Nickerlea aesdorsalis Sumlin, 1997
- Nickerlea distypsideroides Horn, 1899
- Nickerlea nigrilabris Sumlin, 1997
- Nickerlea sloanei (Lea, 1898)